# Aymen Barkok
Aymen Barkok (arabul: أيمن بركوك, Frankfurt am Main, 1998. május 21. –) marokkói válogatott labdarúgó, az Eintracht Frankfurt játékosa.

## Pályafutása

### Klub
Az SG Praunheim, a Rot-Weiß Frankfurt és a Kickers Offenbach csapatainál nevelkedett, mielőtt az Eintracht Frankfurt akadémiájára került volna. 2016. október 20-án aláírta első profi szerződését a klubbal, amely 2020-ig szólt. Egy hónappal később bemutatkozott a felnőttek között a Werder Bremen ellen a 75. percben váltotta Mijat Gaćinovićt. A 2018–19-es szezontól kölcsönben a Fortuna Düsseldorf csapatánál szerepel 2 szezont.

### Válogatott
2017 márciusában debütált és rögtön pár nap alatt három mérkőzésen is pályára lépett, a ciprusi U19-es labdarúgó-válogatott, a szerb U19-es labdarúgó-válogatott és a szlovák U19-es labdarúgó-válogatott ellen. Ezeken a mérkőzéseken egy gól és egy gólpassz fűződött a nevéhez. Bekerült a 2017-es U19-es labdarúgó-Európa-bajnokságra utazó keretbe, az első mérkőzésen a holland U19-es válogatott ellen gólt szerzett.

## Statisztika
2019. június 4-i állapot szerint.
| Klub                | Szezon   | Bajnokság | Bajnokság | Kupa  | Kupa | Nemzetközi | Nemzetközi | Összesen | Összesen |
| Klub                | Szezon   | Mérk.     | Gól       | Mérk. | Gól  | Mérk.      | Gól        | Mérk.    | Gól      |
| ------------------- | -------- | --------- | --------- | ----- | ---- | ---------- | ---------- | -------- | -------- |
| Eintracht Frankfurt | 2016–17  | 18        | 2         | 1     | 0    | -          | -          | 19       | 2        |
| Eintracht Frankfurt | 2017–18  | 9         | 0         | 1     | 0    | -          | -          | 10       | 0        |
| Eintracht Frankfurt | Összesen | 27        | 2         | 2     | 0    | 0          | 0          | 29       | 2        |
| Fortuna Düsseldorf  | 2018–19  | 12        | 0         | 1     | 0    | –          | –          | 13       | 0        |
| Fortuna Düsseldorf  | 2019–20  | 0         | 0         | 0     | 0    | –          | –          | 0        | 0        |
| Fortuna Düsseldorf  | Összesen | 12        | 0         | 1     | 0    | 0          | 0          | 13       | 0        |
| Összesen            | Összesen | 39        | 2         | 3     | 0    | 0          | 0          | 41       | 2        |

## Sikerei, díjai
- Eintracht Frankfurt
  - Német kupa: 2017–18
  - Európa-liga: 2021–22